# Västeuropeiska unionens flagga

Västeuropeiska unionens flagga

Västeuropeiska unionens flagga var en flagga med tio femuddiga, spetsiga stjärnor på en blå botten tillsammans med förkortningarna UEO och WEU. Flaggan användes av Västeuropeiska unionen mellan 1995 och 2011.